# Liste der Naturdenkmale in Göcklingen
Die Liste der Naturdenkmale in Göcklingen nennt die im Gemeindegebiet von Göcklingen ausgewiesenen Naturdenkmale (Stand 23. Mai 2024).

## Naturdenkmale
| Nr.         | Bezeichnung  | Lage                                           | Beschreibung    | Bild            |
| ----------- | ------------ | ---------------------------------------------- | --------------- | --------------- |
| ND-7337-260 | Edelkastanie | südlich des Ortes; Flur Heuchelheimer Eck Lage | Castanea sativa | Fotos hochladen |

## Ehemalige Naturdenkmale
| Nr. | Bezeichnung    | Lage                                       | Beschreibung | Bild                                    |
| --- | -------------- | ------------------------------------------ | --- | --------------------------------------- |
|     | Mosers Brünnel | östlich des Ortes am Setzerberg Lage       | Naturquelle;, hier Nr. 38 im Zuge der Flurbereinigung beseitigt, Rechtsverordnung aufgehoben                     | Direkt Bild zu diesem Denkmal hochladen |
|     | Zwei Linden    | Friedhofstraße Lage                        | Tilia sp., zwei Bäume;, hier Nr. 39 Rechtsverordnung 1998 aufgehoben, Bäume durch Nachpflanzungen ersetzt (Bild) | Fotos hochladen                         |
|     | Sperberbaum    | nördlich des Ortes; Flur Im Eisennest Lage | Sorbus domestica;, hier Nr. 40 Rechtsverordnung aufgehoben                                                       | Direkt Bild zu diesem Denkmal hochladen |